# Immanuel Feyi-Waboso

a Compétitions nationales et continentales officielles uniquement.

b Matchs officiels uniquement.
Dernière mise à jour le 1 août 2025.
Immanuel Feyi-Waboso, né le 20 décembre 2002 à Cardiff (pays de Galles), est un joueur international anglais d'origine galloise de rugby à XV évoluant au poste d'ailier. Il joue en Premiership au sein du club des Exeter Chiefs.

## Biographie

### Jeunesse et formation
Immanuel Feyi-Waboso naît le 20 décembre 2002, à Cardiff au pays de Galles de parents nigérians. Il grandit à Llandaff au sein d'une famille de six frères et sœurs,.
Durant sa jeunesse, il est scolarisé au sein de la Corpus Christi High School,. De plus, il commence la pratique du rugby à XV au sein du club de Rumney RFC. Par la suite, il représente les sélections de jeunes de Cardiff Schools et des Cardiff Blues, tout en pratiquant en parallèle l'athlétisme, notamment la course de haie ainsi que le saut en hauteur. Puis, il étudie au sein du Clifton College basé à Bristol,. Il représente également l'équipe du pays de Galles des moins de 18 ans,, avec qui il évolue au poste de deuxième centre.
Lors de l'été 2020, il s'entraîne avec l'effectif professionnel des Cardiff Blues. En septembre suivant, il rejoint l'Academy (centre de formation) de l'équipe pour la saison. La même année, il signe son premier contrat professionnel senior avec eux,.

### Début de carrière professionnelle et départ en Angleterre (2021-2023)
Au mois d'avril 2021, Immanuel Feyi-Waboso fait ses débuts professionnels à seulement dix-huit ans lors d'un match de Pro14 Rainbow Cup face aux Ospreys où il est remplaçant et rentre au poste d'ailier,.
À l'issue de la saison 2021-2022, durant l'été 2022, il quitte Cardiff car il n'a pas réussi à obtenir une place au sein de l'université de Cardiff afin d'étudier la médecine malgré de très bonnes notes,. De ce fait, il obtient une autre opportunité et rejoint l'université Aston de Birmingham, tout en intégrant l'Academy des Wasps à partir de la saison 2022-2023 où il signe un contrat de longue durée. Là-bas, il fait ses débuts avec l'effectif professionnel en septembre 2022 en Premiership Rugby Cup (en) contre les Newcastle Falcons puis les Leicester Tigers en tant que titulaire au poste d'ailier droit. Le mois suivant, il est nommé sur la feuille de match de la cinquième journée de Premiership contre les Northampton Saints mais il n'entre pas en jeu. Néanmoins, son nouveau club est placé en redressement judiciaire et est ensuite liquidé le 17 octobre, il est alors licencié avec tous les autres membres du club. Le mois suivant, il retrouve un club et signe pour les Exeter Chiefs, rejoignant en parallèle l'université d'Exeter où il étudie donc la médecine,. Il fait ses débuts en Premiership Rugby Cup le même mois avec son nouveau club face à Bath Rugby. Il participe à deux autre matchs dans cette compétition, où il inscrit ses deux premiers essais en professionnel, celle-ci est ensuite remportée par son club mais il ne prend pas part à la finale. En fin de saison, il fait ses débuts en Premiership contre les London Irish. En 2023, il est également prêté aux Taunton Titans (en), évoluant alors en National League One,.

### Progression et international anglais (depuis 2023)
Après de bonnes performances lors de la première partie de saison 2023-2024, où Immanuel Feyi-Waboso s'est imposé comme un titulaire au poste d'ailier, il attire l'attention du pays de Galles pour une éventuelle sélection, mais aussi de l'Angleterre pour laquelle il est également éligible par ses origines,. Début janvier 2024, il est annoncé qu'il a fait le choix de jouer pour l'Angleterre, ayant notamment eu plusieurs contacts avec le sélectionneur anglais Steve Borthwick et ce dernier l'a convoqué pour un camp d'entraînement, il est donc pressenti pour intégrer le groupe anglais pour le Tournoi des Six Nations 2024,. Finalement, le même mois, il est sélectionné pour le Tournoi des Six Nations avec l'Angleterre. À la suite de ses bonnes performances avec les Exeter Chiefs, il est alors annoncé comme étant l'un des joueurs à suivre durant la compétition. Début février, il fait partie des nommés pour recevoir la récompense du joueur du mois de janvier en Premiership mais Fin Smith reçoit finalement cette dernière. Pour la première rencontre du Tournoi des Six Nations face à l'Italie, il est nommé sur le banc des remplaçants. Il connaît ses premières minutes internationales en fin de match lorsqu'il remplace Tommy Freeman,. Lors de la troisième journée, il inscrit son premier essai contre l'Écosse mais son équipe s'incline 30 à 21. Les deux semaines suivantes, il manque quelques entraînements avec l'Angleterre pour passer des examens universitaires, cependant cela n'empêche pas Steve Borthwick de le titulariser pour la quatrième journée contre l'Irlande. Pendant cette rencontre, il réalise une bonne performance et contribue à la victoire 23 à 22 contre les leaders et favoris de la compétition. Cependant, alors qu'il a disputé l'intégralité de la rencontre, il subit une commotion pendant celle-ci et déclare forfait pour l'ultime journée contre la France. De retour en club, il signe une prolongation de contrat de longue durée. Par la suite, il inscrit cinq essais lors des cinq dernières journées de Premiership, toutefois son club rate la qualification pour les phases finales et sa saison en club se termine. Cette saison-là, il est élu Jeune joueur de la saison de Premiership et est retenu dans l'équipe type de la compétition. Au total, il dispute vingt-et-un matchs avec son club, dont seulement un en tant que remplaçant, et inscrit onze essais. En juin suivant, il est sélectionné avec l'Angleterre pour la tournée d'été. Titulaire pour le premier match contre le Japon, il inscrit un essai lors de la large victoire 52 à 17 des siens sur le sol nippon. Lors des deux matchs contre la Nouvelle-Zélande, il est titulaire et réalise de bonnes performances en inscrivant un essai dans les deux rencontres perdues par les siens.
En début de saison 2024-2025, il inscrit cinq essais en cinq matchs de Premiership puis est sélectionné pour les test matchs de fin d'année. Durant cette fenêtre internationale, il inscrit un essai lors de la courte défaite 22 à 24 contre les All Blacks puis se blesse contre l'Australie et est forfait pour le reste des test matchs d'automne,. À cette période, il fait partie des nommés pour le prix de la révélation masculine World Rugby de l'année 2024 mais ne remporte finalement pas cette récompense. De retour en club, il se blesse à l'épaule, se fait opérer et est forfait pour le Tournoi des Six Nations 2025 ainsi que le reste de la saison. Finalement, en juin 2025, il fait son retour à l'occasion d'une rencontre entre l'équipe d'Angleterre XV et l'équipe de France A. Durant ce match, il écope d'un carton rouge pour un contact à la tête sur Antoine Hastoy. Pour ce geste, il est suspendu deux matchs. Malgré sa suspension, Steve Borthwick décide de le sélectionner pour la tournée d'été en Amérique. De ce fait, il manque les deux premières rencontres mais est aligné pour la dernière contre les États-Unis.

## Statistiques

### En club
| Saison              | Club                | Compétition                | Matchs | Points | Essais |
| ------------------- | ------------------- | -------------------------- | ------ | ------ | ------ |
| 2020-2021           | Cardiff Blues       | Pro14 Rainbow Cup          | 1      | -      | -      |
| Total Cardiff Rugby | Total Cardiff Rugby | Total Cardiff Rugby        | 1      | 0      | 0      |
| 2022-2023           | Wasps               | Premiership                | -      | -      | -      |
| 2022-2023           | Wasps               | Premiership Rugby Cup (en) | 2      | -      | -      |
| Total Wasps         | Total Wasps         | Total Wasps                | 2      | 0      | 0      |
| 2022-2023           | Exeter Chiefs       | Premiership                | 1      | -      | -      |
| 2022-2023           | Exeter Chiefs       | Premiership Rugby Cup (en) | 3      | 5      | 2      |
| 2023-2024           | Exeter Chiefs       | Premiership                | 14     | 50     | 10     |
| 2023-2024           | Exeter Chiefs       | Champions Cup              | 4      | -      | -      |
| 2023-2024           | Exeter Chiefs       | Premiership Rugby Cup (en) | 3      | 5      | 1      |
| 2024-2025           | Exeter Chiefs       | Premiership                | 7      | 25     | 5      |
| 2024-2025           | Exeter Chiefs       | Champions Cup              | 2      | 5      | 1      |
| Total Exeter Chiefs | Total Exeter Chiefs | Total Exeter Chiefs        | 34     | 95     | 19     |

### En équipe nationale
Au 1er août 2025, Immanuel Feyi-Waboso compte 10 capes en équipe d'Angleterre, dont 7 en tant que titulaire, depuis le 3 février 2024 contre l'Italie à Rome. Il inscrit 25 points, 5 essais.
| Année | Compétition | Matchs | Points | Essais |
| ----- | ----------- | ------ | ------ | ------ |
| 2024  | Six Nations | 3      | 5      | 1      |
| 2024  | Test matchs | 5      | 20     | 4      |
| 2025  | Test matchs | 1      | -      | -      |
| Total | Total       | 9      | 25     | 5      |

## Palmarès

### En club
- Vainqueur de la Premiership Rugby Cup en 2023 (en) avec les Exeter Chiefs.

### Distinctions personnelles
- Élu Jeune joueur de la saison du Championnat d'Angleterre en 2024.
- Membre de l'équipe type du Championnat d'Angleterre en 2024.
- Nommé pour la révélation masculine World Rugby de l'année en 2024.